# O odważnym Ogóreczku
O odważnym Ogóreczku (ros. Приключение Огуречика) – radziecki krótkometrażowy film lalkowy z 1970 roku w reżyserii Władimira Danilewicza. O miłym i wesołym Ogóreczku, który wypędził z ogrodu szarego złodzieja – mysz.

## Fabuła
W czasie swojej wędrówki Ogóreczek pomaga napotkanym zwierzętom i ptakom w rozwiązywaniu ich życiowych kłopotów. Ogóreczek potrafi śpiewać, a śpiewając nie boi się niczego – nawet myszy.